# Доллар Каймановых Островов
Доллар Каймановых островов — денежная единица заморской территории Великобритании в Вест-Индии, в Карибском море (Каймановы острова). Один доллар равен 100 центам. Международное обозначение — KYD. Символ — CI$. С 1 января 2003 года в Общероссийском классификаторе валют называется долларом Островов Кайман.
Монеты в 1, 5, 10 и 25 центов и банкноты в 1, 5, 10, 25, 50 и 100 долларов.

## История
Доллар Каймановых островов был введен в обращение 1 мая 1972 года, заменив ямайский доллар (который оставался законным средством платежа до 31 августа 1972 года). С 1 апреля 1974 года доллар Каймановых островов привязан к доллару США по курсу 1 доллар Каймановых островов = 1,2 доллара США.

## Монеты
В обращении находятся четыре монеты номиналом 1, 5, 10, 25 центов. Одноцентовые монеты первоначально чеканились из бронзы, остальные — из мельхиора . Начиная с 1992 года вместо бронзовых монет выпускаются стальные, плакированные бронзой, вместо мельхиоровых — стальные, плакированные никелем. Производством монеты занимается Королевский монетный двор Великобритании. По состоянию на декабрь 2008 года в обращении находилось монет на сумму 8,8 млн долларов Каймановых островов.

## Банкноты
Первоначально были выпущены четыре банкноты номиналом 1, 5, 10 и 25 долларов. В 1981 году к ним были добавлены банкноты достоинством в 40 и 100 долларов. Вскоре, в 1985 году, 40-долларовые купюры были заменены на 50-долларовые. Печатает банкноты британская компания «De La Rue». По состоянию на декабрь 2008 года в обращении находилось банкнот на сумму 74,8 млн долларов Каймановых островов.

## Режим валютного курса
Курс доллара Каймановых островов привязан к американскому доллару в соотношении 1,2 доллара США за 1 доллар Каймановых островов.